# Willi Herold

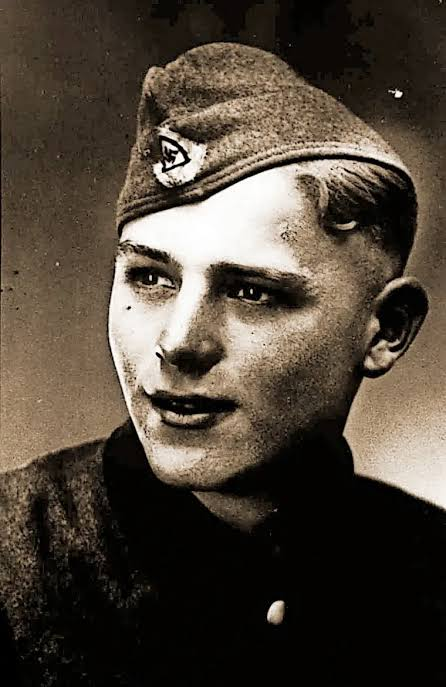
Willy (Willi) Paul Herold

Willy (Willi) Paul Herold, auch „der Henker vom Emsland“ genannt (* 11. September 1925 in Lunzenau, Amtshauptmannschaft Rochlitz, Sachsen; † 14. November 1946 in der Hinrichtungsstätte Wolfenbüttel), war ein deutscher Kriegsverbrecher. Als 19-jähriger Gefreiter gab er sich in den letzten Tagen des Zweiten Weltkrieges als Hauptmann aus und tötete zusammen mit seinen Mittätern nach Schätzungen 180 Menschen; verurteilt wurde er für die Mittäterschaft am Mord von 125 Menschen. Die Taten werden zu den sogenannten Endphaseverbrechen gerechnet.

## Leben

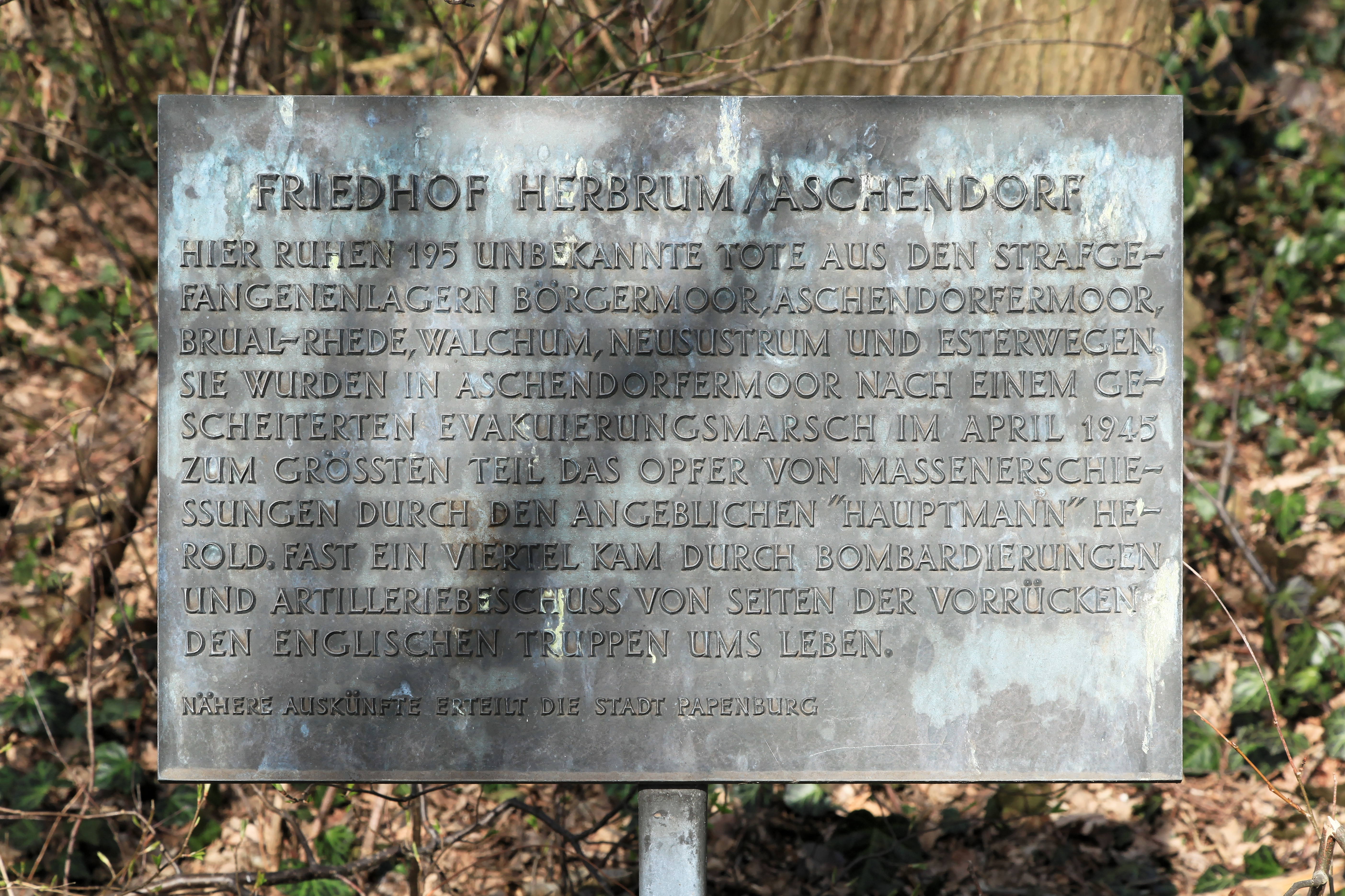
Gedenktafel auf dem nahegelegenen Friedhof Herbrum/Aschendorf

Willi Herold besuchte die Volksschule und die Technische Schule in Chemnitz, wo er eine Ausbildung zum Schornsteinfeger begann. 1936 wurde Herold aus dem Deutschen Jungvolk ausgeschlossen, weil er nicht an den erforderlichen Übungen teilnehmen wollte. Er wurde daraufhin zum Reichsarbeitsdienst berufen. Am 30. September 1943 wurde der Schornsteinfegerlehrling Herold zum Wehrdienst eingezogen. Nach der Grundausbildung bei der Fallschirmtruppe in Tangermünde wurde er bei Nettuno und Monte Cassino in Italien eingesetzt, wo er zum Gefreiten befördert wurde.
Seine Einheit wurde zum Ende des Krieges an die deutsch-niederländische Grenze verlegt. Herold wurde am 3. April 1945 von seinen Kameraden im Raum Arnhem getrennt und machte sich von dort allein in Richtung Norden auf. Zwischen den Orten Gronau und Bad Bentheim fand er nach späterer eigener Darstellung in einem verlassenen Militärfahrzeug eine Offizierskiste mit der Uniform eines Hauptmanns der Luftwaffe sowie hohen Kriegsauszeichnungen, darunter das Eiserne Kreuz 1. Klasse und 2. Klasse sowie die silberne Nahkampfspange. Er gab sich mit dieser Uniform als Offizier der Fallschirmjäger aus und – in der Endphase des Krieges befanden sich viele versprengte Soldaten auf den Landstraßen – unterstellte sich im Laufe der Zeit ungefähr 80 Soldaten, von denen jedoch wieder viele flüchtig wurden. Zu seiner Kerneinheit gehörten ungefähr 12 Personen, darunter der Feldwebel Heinz Hofmeister und der Gefreite und später gute Freund Reinhard Freitag: ein Kraftfahrer, der seine Einheit verloren hatte. Die Gruppe war zuerst zu Fuß unterwegs, wollte sich dann Fahrräder besorgen und schließlich motorisieren. Man trieb einen Feldküchenwagen auf, woraufhin ein Marineoffizier an die Gruppe herantrat und erklärte, dass an Bord eines Bootes ein 2-cm-Flakgeschütz sei, das man von dort abmontieren und auf den Wagen montieren könne, was man dann auch tat.
Während der Zeit als falscher Hauptmann wurde Herold zweimal kontrolliert, so von einem Major der Heeresstreife, welcher mit seinem Trupp die Aufgabe hatte, gezielt Deserteure aufzuspüren – Herold konnte durch sein herrisches Auftreten von sich ablenken und nur einige aus seiner Einheit mussten die Soldbücher zeigen. In einem späteren Fall meinten deutsche Bürger, bei der Gruppe um Herold handle es sich um Engländer in deutschen Uniformen. Daraufhin veranlasste ein Pionierhauptmann, dass Flaksoldaten die Truppe festnahmen. Doch auch in dieser Situation schaffte es Herold, selbst nicht kontrolliert zu werden, während seine Soldaten ihre Soldbücher vorzuweisen hatten. Es kam sogar zum gemeinsamen Schnapstrinken des echten und des falschen Hauptmanns. Herold erkannte, dass er sich mit seinem selbstbewussten Auftreten legitimieren konnte. Gemeinsam gelangten beide Einheiten am 11. April 1945 zum Lager II der Emslandlager, dem Strafgefangenenlager Aschendorfermoor, das auf 1000 Insassen ausgelegt, aber mit 2500 bis 3000 von Wehrmachtsgerichten für Fahnenflucht oder Wehrkraftzersetzung Verurteilten überbelegt war. Einige nutzten die mangelhaft bewachten Märsche zum Sammellager II zur Flucht. Im Lager II wurden die verbliebenen Häftlinge der sechs emsländischen Strafgefangenenlager gesammelt und sollten vor der Ankunft heranrückender alliierter Truppen abtransportiert werden, wozu es aber nicht mehr kam.
Mit den Worten „Der Führer persönlich hat mir unbeschränkte Vollmachten erteilt“ übernahm Herold das Kommando und gab vor, die Vollmacht zur standrechtlichen Hinrichtung zu besitzen. Er suchte, nachdem er beim ersten Appell unter seiner Lagerleitung mehrere Menschen willkürlich auswählte und erschoss, die Rückendeckung beim NSDAP-Kreisleiter Gerhard Buscher, der nach Rücksprache mit Kreis- und Gauleitung sowie Gestapo keine Einwände sah und Herolds Vorhaben „Hals- und Beinbruch!“ wünschte. Viele der beim Marsch zum Sammel-Lager II Geflüchteten plünderten im Kreis Aschendorf-Hümmling und versetzten dadurch die Bevölkerung in Angst, was als Mitgrund für die erteilte Freigabe für Herolds Taten in Betracht gezogen werden kann, da sich die Leitung des Lagers und die NSDAP womöglich unter Zugzwang fühlten. Am Abend kehrte Herold ins Lager II zurück und gab vor versammelter Wachmannschaft bekannt, dass „die Gleichschaltung weitergehen könne“, jedoch es heute schon zu spät sei – Herold hatte nun seine „offizielle Legitimation“. Am nächsten Tag, dem 12. April 1945, wurden 97 Häftlinge erschossen, die kurz vorher einen Fluchtversuch unternommen hatten und wieder gefangen worden waren, und in einer von ihnen selbst ausgehobenen Grube vergraben. Auch das 2-cm-Flakgeschütz und Handgranaten wurden zur Ermordung eingesetzt. Mit Einbruch der Dämmerung ordnete Herold die Veranstaltung eines „bunten Abends“ an. Während dieser Zeit, dem 13. und 14. April, durchstreiften kleine Trupps von Lager-Wachleuten und Volkssturm, darunter die später zum Tode verurteilten Bernhard Meyer und Otto Peller, die Umgebung nach entflohenen Gefangenen. Sie fingen acht Entflohene und brachten sie in das nächstgelegene Gasthaus in der Nähe des Lagers – Herold befahl die sofortige Erschießung. Im Lager selbst kam es wiederholt zu Erschießungen von Gefangenen, die willkürlich aus ihren Baracken abgeholt wurden, und von zurückgebrachten Entflohenen. Es wurden auch Gefangene erschossen, die sich auf seine scheinbar harmlose Frage, wer aus seiner Heimatgegend komme, gemeldet hatten.
Innerhalb von acht Tagen, zwischen dem 11. April und dem 19. April, ließ Herold 150 bis 172 Lagerinsassen (nach eigenen Aussagen in einem Protokoll 162) ermorden, einige tötete er auch eigenhändig. Zwischen dem 15. und 18. April krempelte Herold zudem das Ordnungsgefüge des Lagers um: eine größere Gruppe von Gefangenen entließ er in die Wehrmacht, „um ihre Verbrechen abgelten zu können“, andere beförderte er zu Mitgliedern seiner mal „Kampfgruppe Herold“, „Standgericht Herold“, „Sondergericht Herold“, „Sonderkommando und Schnellgericht Herold“ oder „Leibgarde Herold“ genannten Einheit. Ein Lagervorsteher soll Zweifel an der Identität des Hauptmanns und seiner Legitimation gehabt haben, schaffte es aber in den chaotischen letzten Kriegstagen aufgrund unterbrochener Leitungen nicht, Kontakt nach Berlin herzustellen.
Am 18. und 19. April 1945 beschoss die britische Luftwaffe die im Aschendorfermoor aufgebauten Flakstellungen, wobei auch das Lager mit Brandbomben getroffen und vollständig zerstört wurde und weitere 50 Personen ihr Leben verloren. Nach dem schweren Luftangriff gelang den meisten überlebenden Insassen die Flucht. Auch die Einheit von Herold setzte sich am 19. April von den vorrückenden Alliierten ab. Nach Kriegsende wurden 172 oder 195 verstreut vergrabene Tote exhumiert und auf einer in der Nähe des Lagers neu angelegten Kriegsgräberstätte beigesetzt, die umgangssprachlich „Herold-Friedhof“ genannt wird.
Herolds Einheit zog sich mit seiner Truppe weiter nach Norden zurück und erforschte den Frontrücken zwischen Papenburg und Aurich, wo die letzten Kriegsverbrechen begangen wurden. Die Einheit hängte in Aschendorf bei Papenburg den Bauern Spark, der eine weiße Fahne gehisst hatte, und ermordete am 25. April 1945 nach zehnminütigem Scheinprozess fünf Niederländer, die im Polizeirevier in Leer in Ostfriesland wegen angeblicher Spionage festgehalten wurden. Die Niederländer kamen aus dem bereits von den Alliierten eingenommenen Groningen und wollten niederländische Zwangsarbeiter befreien.
Die Täuschung Herolds flog noch vor dem Kriegsende auf; ein Militärgericht unter dem Standortkommandanten Otto Hübner in Aurich setzte ihn auf Betreiben des SS-Untersturmführers Urbanek jedoch wieder auf freien Fuß. Herold sollte bei der Operation Werwolf mitkämpfen, floh aber bei der ersten Gelegenheit und schlug sich nach Wilhelmshaven durch, wo er am 23. Mai 1945 von der britischen Royal Navy wegen des Diebstahls eines Laibes Brot festgenommen wurde.
Nach einer Untersuchung und der Befragung von Zeugen wurde Herold durch die britische Militärregierung als gesuchter Kriegsverbrecher identifiziert.
Am 13. August 1946 begann vor einem Militärgericht in Oldenburg unter Colonel H. Brown der Prozess gegen Herold und 13 weitere Angeklagte. Sie wurden für die Ermordung von 125 Menschen verantwortlich gemacht; vorgeworfen wurde ihnen zu Prozessbeginn die Ermordung von 98 Lagerinsassen. Herold und die sechs Mitangeklagten Karl Hagewald, Bernhard Meyer (Wachmann), Karl Schütte (Führer der Wacheinheit des Lagers II), Josef Euler, Hermann Brandt und Otto Peller wurden zum Tode verurteilt. Fünf Mitangeklagte wurden freigesprochen. Am 14. November 1946 wurden sechs der Urteile im Gefängnis von Wolfenbüttel von Scharfrichter Friedrich Hehr mit dem Fallbeil vollstreckt. Allein dem Gnadengesuch Pellers wurde stattgegeben, weil die Beweise gegen ihn widersprüchlich erschienen.

„Warum ich nun eigentlich die Leute im Lager erschossen habe, kann ich gar nicht einmal sagen.“

„Man hat oft die Groteske skizziert, dass wir auch einen Briefkasten mit erhobenem Arm grüßen würden, wenn man es uns befohlen hätte. Wir haben oft darüber gelacht. Wir hätten es nicht tun sollen.“

## Filme
Die Geschichte von Willi Herold wurde verfilmt:
- Der Hauptmann von Muffrika – Eine mörderische Köpenickade. Dokumentation, Regie: Paul Meyer, Rudolf Kersting, Deutschland 1997, 70 Minuten (Filmprädikat: besonders wertvoll).
- Der Hauptmann. Historienfilm, Regie: Robert Schwentke, Deutschland/Frankreich/Polen 2017, 119 Minuten (Filmprädikat: besonders wertvoll).